# NGC 3712
NGC 3712 هو اصطدام مجري، يقع في كوكبة الدب الأكبر. اكتشف في 11 أبريل 1785 . وقد اكتشفه ويليام هيرشل .

## روابط خارجية
- NGC 3712 على موقع ويكي سكاي: DSS2, SDSS, GALEX, IRAS, Hydrogen α, X-Ray, Astrophoto, Sky Map, Articles and images